# Unión Rusa de Industriales y Empresarios

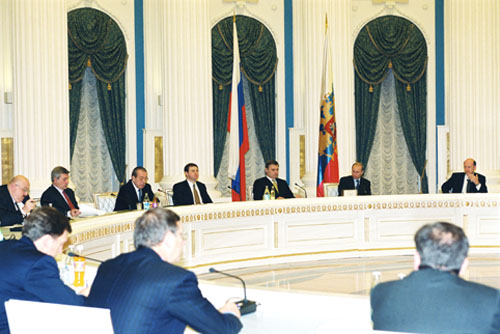
Reunión de Putin con el sindicato en 2001.

La Unión Rusa de Industriales y Empresarios (RSPP), un grupo de presión con sede en Moscú, promueve los intereses de las empresas en Rusia. Cuenta con más de 1.000 miembros, entre los que se incluyen empresas privadas y estatales, fábricas y plantas extranjeras y rusas. El RSPP representa el sucesor en la Federación Rusa de la anterior unión científica e industrial de la URSS fundada en el verano de 1990.
Arkady Volsky fundó la Unión en 1991 y la dirigió hasta 2005. Fue sucedido por Aleksandr Shojin, vice primer ministro de Rusia de 1991 a 1994, y posteriormente diputado a la Duma durante ocho años.
El actual presidente es Alexander Shojin. El actual vicepresidente, Igor Yurgens, graduado de la Universidad Estatal de Moscú, ha sido asesor de la UNESCO y del Consejo de Sindicatos, y presidió la Confederación General de Sindicatos en 1996. Yurgens es entrevistado a veces por los medios de comunicación occidentales sobre temas relacionados con la industria rusa.
En una reunión del lobby en julio de 2009, los ejecutivos de telecomunicaciones describieron los programas de VoIP más populares, como Skype e ICQ, como entidades extranjeras invasoras que el gobierno debe controlar.